# 侍 (セガのゲーム)
『侍』（さむらい）は、セガが1980年に発売したアーケードゲーム。ジャンルは固定画面アクションゲームである。この頃のセガのゲームとしては『ヘッドオン』、『ディープスキャン』、『トランキライザーガン』、『モナコGP』と並び、よく知られたゲームの1つとして名を残した。当時は『ヘッドオン』と共に、テレビコマーシャルも放映された。

## 概要
プレイヤーは4方向レバー（オリジナルのコントロールパネルには「あし」と書いてある）で侍を操作し、ボタン（同じく「うで」）を押して刀を動かし、同心や与力を倒して行く。同心を倒すにつれ、新たな障害が多数参加して来る。与力をのべ四回倒すと一面クリアで、画面上部の十手の数が増える事でステージ数が判るが、クリアするたびゲーム全体のスピードが速くなって行く。
ゲームの全体的な特徴として、演出は江戸時代をイメージしており、文字表示は珍しく片仮名表示である（点数表示の後に「点」と書かれている）、ゲーム中に御用提灯や満月が登場するなどの特徴を持つ。
また、アーケードビデオゲームとして初のデモサウンド（タイトル画面で「侍」が真っ二つに割れ、色が反転するときのみ）を採用している。
和風を基調とした最古期のゲームと思われる。

## ゲーム進行
障害の避け方などはインストラクションカードにも書かれているが、一部が断片的に書かれているだけで、ゲームをプレイして初めて判るフィーチャー（ルールや演出）も存在する。
当ゲームはゲームが進むにつれ、出てくる同心の数、待機する同心の数、他の障害などが変化する。与力を2人倒すと面クリアとなる。当記事では解説の都合上、1から6人目の同心と最初の与力を倒すまでを一巡目、7から12人目の同心と最初の与力を倒すまでを二巡目と呼んで区別する。

### 登場キャラクター
特徴として、自キャラクターも敵も、同じグラフィックを使っている点が挙げられる。双方の外見が色違いであるという概念は、空手道をはじめ対戦型格闘ゲームで多用される事になる。
侍
プレイヤーキャラクター。色は赤色。
残機数は一般に画面の端に表示されるが、当ゲームでは画面の中央に頭を欠いた型で配置されており、ゲーム開始時やミスで一人失った後は、効果音と共に残機表示位置から降ってくる。
刀は最初が頭上→一度ボタンを押すと上段の構え（刀が斜め上）→ボタンを戻すとまた頭上→二回目を押すと中段（真横）→戻すと頭上→三回目は下段（斜め下）→戻すと頭上→上段と変化する。見た目では敵に近づき、刀で斬るのがテクニックの様に思えるが、実際はボタンを押して刀を突き出したまま、敵に突進する方が、より安全に敵を倒せる。
敵に倒されると、倒された侍を残して画面が黒くなり、「ムネン アトヲ タノム」（最後の一人の場合は「ゲームオーバー」）と表示される。
同心
いわゆる雑魚キャラクターで、色は頭が黄色、体が紺色。
途中で人数が補充されたり、補充要員が画面の横で待機している。
刀でなく十手を持っており、向きを上と横に変える。侍は十手が横を向いている時に接近すると、十手に刺される事がある。また侍の刀と組み合うと、二秒ほど体も刀も拘束されて動けない。
与力
当時としてはまだ珍しいボスキャラクターで、色は水色。
一巡目で6人目の同心を、二巡目で12人目を倒すと登場（どちらの巡でもフィールド上の同心は全滅）。
侍とほぼ同等の能力を持つキャラクターとして設定されている。
刀を真上と中段に切り替えながら、まず侍と縦座標を合わせ、次に横座標を合わせて接近する。
侍と刀が触れ合うと画面がフラッシュし、お互いの距離が少し離れる。
一度倒されても、起き上がって再度戦いを挑んでくるので、二度倒すことで一巡クリアとなる。
この時に侍が倒されると、続きは与力との戦いからでなく、次巡（再度同心4人との戦い）まで進む。

### 障害物
さすまた
画面左右に待機している同心が、囲いの外で構えている物。侍が近づくとさすまたが伸び、捕まると暫く動けなくなる。
忍者
一巡目で1人目を、二巡目で7人目を倒すと登場。まず侍と横座標を合わせ、一致すると十字手裏剣を落とすように投げる。侍は手裏剣が頭に当たるとミスとなるが、上段の構えなら手裏剣を弾くことができる。
鍵縄
二巡目のみ9人目を倒すと登場。お寺の鐘の様な音色と共に、縄の先の鍵が飛んでくる。侍は鍵に足を捕られると暫く動けない。鍵の後に伸びてくる縄は、左右に壁を作って行き来出来なくなるが、侍は刀を振る事で切断する（穴を開ける）事が出来る。また鍵縄を投げるにはキャラクターのスペースが必要なため、侍の位置によっては鍵縄が登場しないケースもある。なお忍者と鍵縄は、与力との戦いには登場しない。

## コピー
- タイトーからも同名のゲームが発売されている（ライセンス生産かコピーゲームかは不明）[要出典]。ゲームの基本は同じだが、以下の違いが存在する。
  - 画面右上の著作権表示が「（C）TAITO」となっている。
  - インストラクションカードでは、ザコキャラの名前が岡っ引きになっている。なお、正確には同心と岡っ引きは異なる役職である。
  - サウンドの一部がセガ版と全く異なる。特に目立つものとしては、ゲーム進行時の音がベースの様に低い、つばぜり合いやデモ画面時に使われたなど。
  - コンパネは専用のものを作らず、同じ4方向レバー＋ボタン1つであった『スペースチェイサー』のものを流用している。

- TAXという会社からもコピーゲームが出ており、画面の著作権は同様に「（C）TAX」と表示されていた[要出典]。

## 移植
- セガサターン用ソフト『SEGA AGES メモリアルセレクションVOL.2』（1997年発売）に移植されている。

## その他
- このゲームに使われていたヘッドオン基板は、サウンドについてはアナログ設定で、各ゲーム毎に独自に作られていた。（前述のタイトー版の音が異なるのも構造上の理由である。）
- 与力との一騎討ちにおいて、侍を右端あるいは左端に寄せて、与力を端におびき寄せ、与力の下に侍が入り込む形に持ち込むと、侍を追う与力は、さらに右端あるいは左端に行こうとし動けなくなり、ゲームが進まなくなるというバグ技が知られている。与力の刀が自身を傷つける形で動くことから、「与力の自殺」と呼ばれる。